# (9232) Miretti
(9232) Miretti – planetoida z pasa głównego asteroid okrążająca Słońce w ciągu 3 lat i 63 dni w średniej odległości 2,16 j.a. Została odkryta 31 stycznia 1997 roku przez Vittorio Gorettiego. Przed nadaniem nazwy planetoida nosiła oznaczenie tymczasowe (9232) 1997 BG8.